# 老松町 (臺南市)
老松町，為台灣日治時期台南市之行政區，包括清代舊街新店尾、大、雲霄、總爺、安祿、三老爺、天地底。

## 名稱
1916年（大正5年）規劃町名改正時，原擬名「總爺町」，但臺南廳最後將之與規劃中的「北町」合併，並定名「老松町」呈報總督府，同年11月3日公告、1919年（大正8年）4月1日正式實施。

## 町內設施
- 日軍步兵第二聯隊官舍群
- 開基玉皇宮
- 總爺街